# Oleiros (Portugal)
Pour les articles homonymes, voir Oleiros.
Oleiros est une municipalité portugaise du district de Castelo Branco.

## Population
D'une superficie de 471 km2, elle a une population de 5 721 habitants, dont moins de 2 000 dans le bourg d'Oleiros. La population d'Oleiros atteignait 15 553 habitants en 1960.

## Freguesias
La municipalité est divisée en dix freguesias:
- Alvaro (pt)
- Cambas
- Estreito - Vilar Barroco (pt)
- Isna (pt)
- Madeirã (pt)
- Mosteiro (pt)
- Oleiros - Amieira (pt)
- Orvalho (pt)
- Sarnadas de São Simão (pt)
- Sobral (pt)

## Les Hospitaliers
L'ancienne paroisse civile de Oleiros (pt) supprimée en 2013 afin d'être réunie avec celle d'Amieira (pt) était une commanderie de l'ordre de Saint-Jean de Jérusalem qui faisait partie du grand prieuré de Portugal et qui avait pour membre Álvaro (pt) (la Casa-Celeiro).

## Monuments
- Église mère de Oleiros (Igreja Matriz de Oleiros)